# Лётчик (фильм, 1957)
«Лётчик» / «Пилот реактивного самолёта» (англ. Jet Pilot) — американский шпионский фильм, снятый в 1953 году. В прокат картина вышла в 1957 году.

## Сюжет
Полковник ВВС США Джим Шеннон направлен на авиабазу на Аляске, где он должен сопровождать советскую лётчицу Анну, которая хочет бежать из СССР и просить политического убежища в США. На самом деле Анна — шпионка, плетущая коварные интриги, чтобы заманить Джима в СССР. Но в конце концов Анна влюбляется в Джима и выбирает любовь, свободу и демократию в противовес советской диктатуре.

## В ролях
- Джон Уэйн — Джим Шеннон[1]
- Джанет Ли — Анна
- Джей С. Флиппен — Блэк
- Пол Фикс — Рэксфорд
- Ричард Робер — Джордж Риверс
- Роланд Уинтерс — Соколов
- Ханс Конрайд — Матов
- Иван Тризо — Ланград
- Денвер Пайл — мистер Симпсон (в титрах не указан)

## Производство
Фильм был снят в 1953 году, однако продюсер Говард Хьюз «положил его на полку», сочтя неудачным. Тем не менее, картина всё-таки вышла на экраны в 1957 году, когда и без того напряжённые взаимоотношения между СССР и США вновь начали обостряться.
Сцены с экспериментальным самолётом Bell X-1 снимались под руководством лётчика-испытателя Чарльза Йегера.